# Rechtswirt
Rechtswirt (FSH) ist in Deutschland eine im Fernstudium angebotene Weiterbildung. Das Studium dauert vier Semester und erlaubt dem Rechtsfachwirt die Wahrnehmung qualifizierter materiell-rechtlicher Arbeiten in Justiz und Wirtschaft. Nicht zu verwechseln ist der Rechtswirt mit dem Rechtsfachwirt, einer Fortbildung für Rechtsanwaltsfachangestellte.